# 錢麗如
錢麗如（1991年12月6日—），台灣新聞主播，曾任東森新聞台記者、主播，現任TVBS新聞台《新聞夜視界》主播、氣象主播、《一步一腳印 發現新台灣》主持人

## 外部連結
- 錢麗如主播專區-TVBS官方網站 （页面存档备份，存于）
- 錢麗如Liju-Chien的Facebook專頁